# 남자는 괴로워 3
남자는 괴로워 3(男はつらいよ フーテンの寅, Tora-san, His Tender Love)은 일본에서 제작된 모리사키 아즈마 감독의 1970년 코미디 영화이다. 아츠미 키요시 등이 주연으로 출연하였다.

## 출연

### 주연
- 아츠미 키요시
- 바이쇼 치에코

### 조연
- 아라타마 미치요
- 카야마 요시코
- 하나자와 토쿠에
- 하루카와 마스미